# Delfo Cabrera
Delfo Cabrera, född 2 april 1919 i Armstrong, död 2 augusti 1981 i Alberti, Buenos Aires provins var en argentinsk maratonlöpare.
Cabrera började sin idrottskarriär som fotbollsspelare men när landsmannen Juan Carlos Zabala tog OS-guld i maraton 1932 bestämde sig Cabrera för att satsa på långdistanslöpning.
Höjdpunkten i Cabreras karriär kom i London-OS 1948 då han vann guld i maratonloppet med tiden 2.34.51, före hemmafavoriten Thomas Richards.
Efter att ha vunnit maratonloppet även i Panamerikanska spelen 1951, gjorde Cabrera ett försök att försvara sitt guld vid OS i Helsingfors 1952 men misslyckades och kom på sjätte plats. Cabrera blev inte ens loppets bästa argentinska löpare eftersom hans landsman Reinaldo Gorno tog silvermedaljen bakom Emil Zatopek.
Delfo Cabrera omkom i en bilolycka 1981.